# توارو
توارو (به اسپانیایی: Touro) یکی از دهستان‌های اسپانیا است.

## خصوصیات
توارو ۱۱۵٫۱ کیلومترمربع مساحت و ۴٬۶۳۴ نفر جمعیت دارد.